# Retrofuturyzm

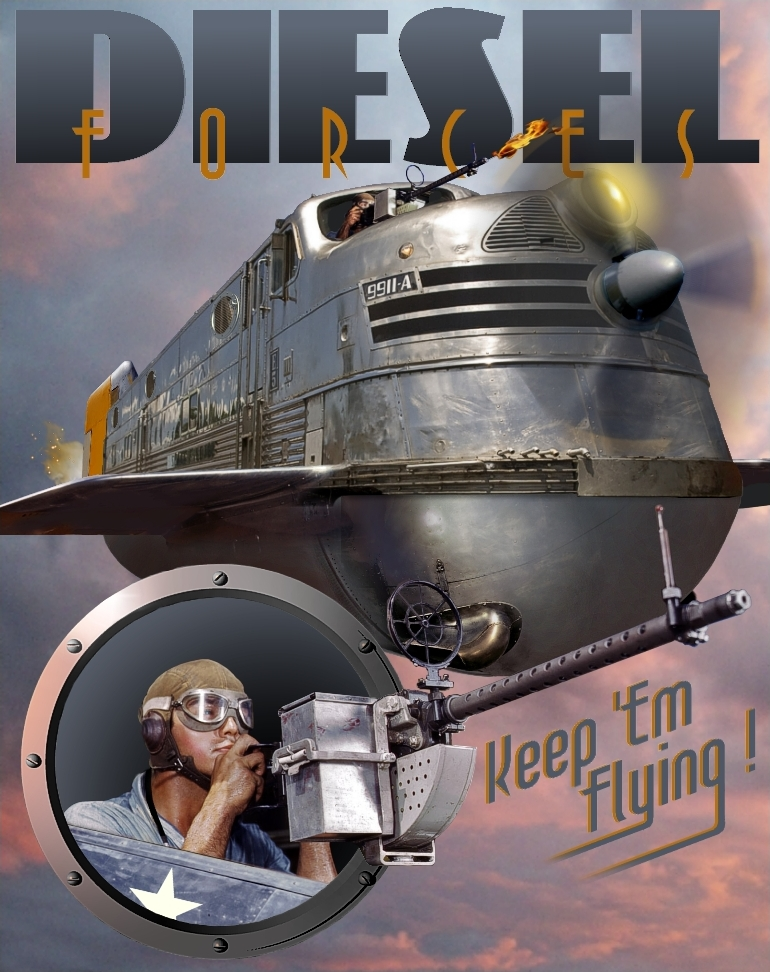
Przykład retrofuturystycznego przedstawienia latającej maszyny, nawiązującego do "dieselpunkowego" stylu z lat 40.

Retrofuturyzm – trend w sztuce prezentujący nawiązania do dawnych wyobrażeń przyszłości. Charakteryzuje go połączenie retro estetyki z futurystycznymi technologiami i koncepcjami. Trend ten pojawiał się zarówno w projektach graficznych jak i architekturze, modzie, filmie i literaturze. Trend odnosi się zarówno do wyobrażeń przyszłości jak i historii alternatywnej.
Przykładem filmu z retrofuturystycznymi elementami jest Sky Kapitan i świat jutra którego stylistyka została zainspirowana pracami m.in. Alexa Raymonda i Normana Bel Geddesa. Film opisuje alternatywną rzeczywistość w 1939 roku.
Motyw retrofuturyzmu pojawia się również w grach komputerowych. Przykładem jest tu seria Fallout.
Wyraz ten po raz pierwszy użyty został przez Lloyda Dunna w 1983 według magazynu Retrofuturism publikowanego pomiędzy 1988 a 1993 rokiem.